# Гардабайр
Гардабайр (на исландски: Garðabær) е град в южна Исландия. Населението му към 2020 г. е 16 924 души и е шести по брой на население в страната.

## История
Мястото на селището е обитавано от поне IX век.